# Jalia
Jalia (gr. Γιαλιά) – wieś w Republice Cypryjskiej, w dystrykcie Pafos. W 2011 roku liczyła 202 mieszkańców.
W pobliżu miejscowości znajdują się ruiny klasztoru Ajos Mamas.